# Samuel Kozlovský
Samuel Kozlovský (Bratislava, 19 novembre 1999) è un calciatore slovacco, difensore del Widzew Łódź e della nazionale slovacca.

## Carriera

### Club
Koslovský è cresciuto nel settore giovanile dello Slovan Bratislava ed ha iniziato la sua carriera in prestito al Petržalka nella stagione 2018-2019. Rientrato allo Slovan, ha debuttato in prima squadra il 16 novembre 2019 nell'incontro di Slovenský Pohár vinto 5-2 contro il Partizán Bardejov prima di far ritorno in prestito al Petržalka fino al giugno del 2021.
Il 23 agosto 2021 è stato acquistato dall'AS Trenčín, che lo ha lasciato in prestito al Dubnica fino ad ottobre. Rientrato al club biancorosso, in poco tempo ha iniziato a giocare con costanza sulla fascia sinistra.
Il 3 luglio 2024 è stato acquistato a titolo definitivo dal Widzew Łódź.

### Nazionale
Ha giocato con le nazionali giovanili slovacche Under-17, Under-19 ed Under-20.
Il 29 agosto 2024 ha ricevuto la prima convocazione con la nazionale maggiore slovacca, con cui ha debuttato l'8 settembre nei minuti finali dell'incontro di UEFA Nations League contro l'Azerbaigian.

## Statistiche

### Presenze e reti nei club
Statistiche aggiornate al 18 novembre 2024.
| Stagione          | Squadra             | Campionato        | Campionato | Campionato | Coppe nazionali | Coppe nazionali | Coppe nazionali | Coppe continentali | Coppe continentali | Coppe continentali | Altre coppe | Altre coppe | Altre coppe | Totale | Totale | Totale |
| Stagione          | Squadra             | Comp              | Pres       | Reti       | Comp            | Pres            | Reti            | Comp               | Pres               | Reti               | Comp        | Pres        | Reti        | Pres   | Reti   |        |
| ----------------- | ------------------- | ----------------- | ---------- | ---------- | --------------- | --------------- | --------------- | ------------------ | ------------------ | ------------------ | ----------- | ----------- | ----------- | ------ | ------ | ------ |
| 2018-2019         | Petržalka           | 1L                | 23         | 1          | CS              | 0               | 0               | -                  | -                  | -                  | -           | -           | -           | 23     | 1      |        |
| 2019-gen. 2020    | Slovan Bratislava B | 1L                | 17         | 0          | -               | -               | -               | -                  | -                  | -                  | -           | -           | -           | 17     | 0      |        |
| 2019-gen. 2020    | Slovan Bratislava   | SL                | 0          | 0          | CS              | 1               | 0               | UEL                | 0                  | 0                  | -           | -           | -           | 1      | 0      |        |
| gen.-giu. 2020    | Petržalka           | 1L                | 1          | 0          | CS              | 0               | 0               | -                  | -                  | -                  | -           | -           | -           | 1      | 0      |        |
| 2020-2021         | Petržalka           | 1L                | 23         | 3          | CS              | 2               | 0               | -                  | -                  | -                  | -           | -           | -           | 25     | 3      |        |
| Totale Petržalka  | Totale Petržalka    | Totale Petržalka  | 47         | 4          |                 | 2               | 0               |                    | -                  | -                  |             | -           | -           | 49     | 4      |        |
| ago.-ott. 2021    | Dubnica             | 1L                | 4          | 0          | CS              | 0               | 0               | -                  | -                  | -                  | -           | -           | -           | 4      | 0      |        |
| ott. 2021-2022    | AS Trenčín          | SL                | 11         | 1          | CS              | 2               | 0               | -                  | -                  | -                  | -           | -           | -           | 13     | 1      |        |
| 2022-2023         | AS Trenčín          | SL                | 22         | 0          | CS              | 5               | 1               | -                  | -                  | -                  | -           | -           | -           | 27     | 1      |        |
| 2023-2024         | AS Trenčín          | SL                | 31         | 3          | CS              | 0               | 0               | -                  | -                  | -                  | -           | -           | -           | 31     | 3      |        |
| Totale AS Trenčín | Totale AS Trenčín   | Totale AS Trenčín | 64         | 4          |                 | 7               | 1               |                    | -                  | -                  |             | -           | -           | 71     | 5      |        |
| 2024-2025         | Widzew Łódź         | EK                | 13         | 0          | CP              | 2               | 0               | -                  | -                  | -                  | -           | -           | -           | 15     | 0      |        |
| Totale carriera   | Totale carriera     | Totale carriera   | 145        | 8          |                 | 12              | 1               |                    | 0                  | 0                  |             | -           | -           | 157    | 9      |        |

### Cronologia presenze e reti in nazionale
| Cronologia completa delle presenze e delle reti in nazionale ― Slovacchia | Cronologia completa delle presenze e delle reti in nazionale ― Slovacchia | Cronologia completa delle presenze e delle reti in nazionale ― Slovacchia | Cronologia completa delle presenze e delle reti in nazionale ― Slovacchia | Cronologia completa delle presenze e delle reti in nazionale ― Slovacchia | Cronologia completa delle presenze e delle reti in nazionale ― Slovacchia | Cronologia completa delle presenze e delle reti in nazionale ― Slovacchia | Cronologia completa delle presenze e delle reti in nazionale ― Slovacchia |
| Data                                                                      | Città                                                                     | In casa                                                                   | Risultato                                                                 | Ospiti                                                                    | Competizione                                                              | Reti                                                                      | Note                                                                      |
| ------------------------------------------------------------------------- | ------------------------------------------------------------------------- | ------------------------------------------------------------------------- | ------------------------------------------------------------------------- | ------------------------------------------------------------------------- | ------------------------------------------------------------------------- | ------------------------------------------------------------------------- | ------------------------------------------------------------------------- |
| 8-9-2024                                                                  | Košice                                                                    | Slovacchia                                                                | 2 – 0                                                                     | Azerbaigian                                                               | UEFA Nations League 2024-2025 - 1º turno                                  | -                                                                         | 90+3’                                                                     |
| Totale                                                                    |                                                                           | Presenze                                                                  | 1                                                                         |                                                                           | Reti                                                                      | 0                                                                         |                                                                           |